# Lista de membros titulares da Academia Brasileira de Ciências empossados em 1997
Esta lista contém os nomes dos membros titulares da Academia Brasileira de Ciências empossados em 1997.
| Imagem | Nome                              | Datas de nascimento e falecimento | Local de nascimento  | Área de especialização | Alma mater | Data de posse       | Conhecido por | Referências |
| ------ | --------------------------------- | --------------------------------- | -------------------- | ---------------------- | ---------- | ------------------- | --- | ----------- |
|        | Alexander Wilhelm Armin Kellner   | 26 de setembro de 1961            | Vaduz, Liechtenstein | Ciências da Terra      | UFRJ       | 05 de março de 1997 | Descobriu o dinossauro Santanaraptor (1999) e o pterossauro Thalassodromeus (2002), entre outros Três espécies fósseis em sua homenagem: Cratodactylus kellneri, Kellnerius jamacaruensis e Maaradactylus kellneri. Diretor do Museu Nacional (2018 - ) Editor-chefe dos Anais da Academia Brasileira de Ciências | [ 2 ]       |
|        | Anibal Eugenio Vercesi            | 05 de abril de 1946               | Serra Azul, SP       | Ciências Biológicas    | UNICAMP    | 05 de março de 1997 | |             |
|        | Antonio Galves                    |                                   | São Paulo, SP,       | Ciências Matemáticas   | USP        | 05 de março de 1997 | Formulou o comportamento Hidrodinâmico de um Sistema Markoviano Formulou o comportamento Metaestável de Processos Estocástico |             |
|        | Bernardo Boris Vargaftig          | 10 de maio de 1937                |                      | Ciências Biomédicas    | USP        | 05 de março de 1997 | Reivindica a descoberta do modo de ação dos anti-inflamatórios não esteroides como inibidores da síntese de prostanóides e a caracterização do en:Platelet-activating Factor (PAF) em seus efeitos broncopulmonares e plaquetários Descreveu as propriedades do EFD (Extended-Freeze Dried)                       |             |
|        | Carlos José Pereira de Lucena     | 30 de setembro de 1943            | Recife, PE           | Ciências da Engenharia | PUC/Rio.   | 05 de março de 1997 | Prêmio Almirante Álvaro Alberto (1987) |             |
|        | Celso Pinto de Melo               | 11 de janeiro de 1951             | João Pessoa, PB      | Ciências Físicas       | UFPE       | 05 de março de 1997 | Diretor do CNPq (1999 - 2002) |             |
|        | Eliezer Jesus de Lacerda Barreiro | 23 de maio de 1947                |                      | Ciências Químicas      | UFRJ       | 05 de março de 1997 | |             |
|        | Etelvino José Henriques Bechara   | 21 de dezembro de 1944            | Serra do Caparaó, MG | Ciências Químicas      | USP        | 05 de março de 1997 | |             |
|        | Fernando Garcia de Mello          | 27 de julho de 1944               |                      | Ciências Biomédicas    | UERJ       | 05 de março de 1997 | |             |
|        | Francisco Castilho Alcaraz        | 28 de janeiro de 1953             | Dracena, SP          | Ciências Físicas       | USP        | 05 de março de 1997 | |             |
|        | Francisco Lacaz de Moraes Vieira  | 29 de novembro de 1935            |                      | Ciências Biomédicas    | USP        | 05 de março de 1997 | |             |
|        | Hugo Aguirre Armelin              | 24 de dezembro de 1939            |                      | Ciências Biomédicas    | USP        | 05 de março de 1997 | Participou dos estudos iniciais sobre FGF Demonstrou que EGF controla o ciclo celular Estabeleceu ensaios para fatores de crescimento Demonstrou a participação de uma oncoproteína (c-Myc) no mecanismo regulatório de um fator de crescimento (PDGF)                                                            | [ 3 ] [ 4 ] |
|        | Humberto Siqueira Brandi          | 16 de fevereiro de 1943           |                      | Ciências Físicas       | PUC/Rio    | 05 de março de 1997 | |             |
|        | Jorge Elias Kalil Filho           | 01 de dezembro de 1953            | Porto Alegre, RS     | Ciências Biomédicas    | UFRGS      | 05 de março de 1997 | Trabalhou com Jean Dausset (Nobel de Medicina em 1980) Fundador e primeiro Diretor Executivo da Associação Brasileira de Transplantes de Órgãos |             |
|        | Koji Kawashita                    | 27 de março de 1937               | Guaimbê, SP          | Ciências da Terra      | USP        | 05 de março de 1997 | |             |
|        | Leny Alves Cavalcante             | 26 de março de 1939               | Cariús, CE           | Ciências Biomédicas    | UFC        | 05 de março de 1997 | |             |
|        | Lucia Mendonça Previato           | 17 de fevereiro de 1949           | Maceió, AL           | Ciências Biomédicas    | USU        | 05 de março de 1997 | prêmio L'Oréal-UNESCO para Mulheres na Ciência (2004) Descobriu o mecanismo que permite que o Trypanosoma cruzi burle o sistema imunológico ao infectar um organismo humano |             |
|        | Luiz Bevilacqua                   | 26 de fevereiro de 1937           | Rio de Janeiro, RJ   | Ciências da Engenharia | UFRJ       | 05 de março de 1997 | Presidente da Agência Espacial Brasileira (2003-2004) Prêmio Almirante Álvaro Alberto Prêmio Anísio Teixeira (2011) |             |
|        | Marta Silvia Maria Mantovani      | 25 de junho de 1944               |                      | Ciências da Terra      | USP        | 05 de março de 1997 | |             |
|        | Nelson Maculan Filho              | 19 de março de 1943               | Londrina, PR         | Ciências da Engenharia | UFOP       | 05 de março de 1997 | Prêmio Anísio Teixeira (2011) |             |
|        | Samuel Goldenberg                 | 30 de dezembro de 1951            |                      | Ciências Biomédicas    | UnB        | 05 de março de 1997 | Meio TAU Epítopos repetidos nos genes de T.cruzi e kit de diagnóstico para doença de Chagas Fundador e diretor do Instituto de Biologia Molecular do Paraná (IBMP) | [ 5 ]       |
|        | Sérgio Danilo Junho Pena          | 17 de outubro de 1947             | Belo Horizonte, MG   | Ciências da Saúde      | UFMG       | 05 de março de 1997 | Fundador e diretor do Núcleo de Genética Médica de Minas Gerais |             |
|        | Yociteru Hasui                    | 26 de dezembro de 1938            |                      | Ciências da Terra      | USP        | 05 de março de 1997 | |             |